# Partit del Congrés de Botswana
El Partit del Congrés de Botswana (en Anglès: Botswana Congress Party) és un partit polític social-demòcrata de Botswana, fundat el 1998 com a escissió del Front Nacional de Botswana, liderat per Otlaadisa Koosaletse. A les últimes eleccions, 30 d'octubre del 2004, el partit va guanyar el 16,6% del vot popular i 1 dels 57 escons.
Les eleccions del 2009 van ser un èxit decisiu per al partit. El BCP va obtenir el 19,2% del vot popular i quatre escons parlamentaris. El seu 19,2% de vots populars el converteix en el tercer moviment polític més gran de Botswana. El BCP va conservar la circumscripció de Gaborone Central i va guanyar les circumscripcions de Chobe, Okavango i Selebi Phikwe Oest al BDP. El soci del pacte, BAM, va obtenir el 2,3% dels vots i va derrotar l'exministre d'Educació i Desenvolupament de les Competències, Jacob Nkate, a la circumscripció de Ngami. Malgrat les seves derrotes contra el BCP, el BDP va guanyar prou circumscripcions del BNF per augmentar la seva representació global en un escó.
El maig de 2010, el BCP i el BAM es van fusionar sota l'etiqueta BCP amb un nou símbol de partit que incorpora elements dels partits matrius. Després de la fusió, el BCP controlava cinc escons a l'Assemblea Nacional.
El 4 de setembre de 2010, el BCP va concórrer a les eleccions a la circumscripció de Tonota Nord amb el suport dels altres tres partits de l'oposició, el Front Nacional de Botswana (BNF), el Partit Popular de Botswana (BPP) i el partit separatista del BDP, el Moviment de Botswana per la Democràcia (BMD). La candidata del BCP va augmentar lleugerament el seu percentatge de vot, fins al 36,1%, però va perdre contra el governant Partit Democràtic de Botswana (BDP). El partit ha perdut recentment un membre clau, el diputat per Okavango Hon Bagalatia Aaron, que va desertar al governant Partit Democràtic de Botswana.